# Martin Litchfield West
Martin Litchfield West, OM, FBA (23 de setembro de 1937 – 13 de julho de 2015) foi um filólogo e estudioso clássico britânico. Em reconhecimento à sua contribuição para a bolsa de estudos, foi nomeado para a Ordem do Mérito em 2014.
West escreveu sobre música grega antiga, tragédia grega, poesia lírica grega, as relações entre a Grécia e o antigo Oriente Próximo e a conexão entre o xamanismo e a religião grega antiga, incluindo a tradição órfica. Este trabalho é originário de material em acádio, fenício, hebraico, hitita e ugarítico, bem como grego e latim. West também estudou a reconstituição da mitologia e poesia indo-europeia e sua influência na Grécia Antiga, principalmente no livro de 2007, Poesia e Mito Indo-Europeu (IEPM).
West também produziu uma edição da Ilíada de Homero para a Bibliotheca Teubneriana, acompanhada de um estudo de sua tradição crítica e filologia geral intitulado Estudos no Texto e Transmissão da Ilíada. Um novo volume sobre A Criação da Ilíada apareceu dez anos depois, e um sobre A Criação da Odisseia foi publicado em 2014.